# اولدریخ لیپسکی
اولدریخ لیپسکی (انگلیسی: Oldřich Lipský؛ ۴ ژوئیهٔ ۱۹۲۴ – ۱۹ اکتبر ۱۹۸۶) یک کارگردان اهل جمهوری چک بود.

## گزیدهٔ فیلم‌شناسی
- قلعهٔ اسرارآمیز در کوه‌های کارپات (۱۹۸۱)
- آدلا هنوز شام نخورده (۱۹۷۷)
- یواخیم! اونو بنداز تو ماشین! (۱۹۷۴)
- سیرک در سیرک (۱۹۷۴)
- پایان خوش (۱۹۶۶)
- جو لیمونادی (۱۹۶۴)
- انسان در فضا (۱۹۶۱)
- ستاره رهسپار جنوب است (۱۹۵۸)